# Monte Lovćen
Il Monte Lovćen (1.749 m s.l.m. - in cirillico Ловћен), a volte indicato in italiano come Monte Leone, è una montagna del Montenegro sud-occidentale. L'area centrale e più elevata del massiccio costituisce uno dei quattro parchi nazionali del Montenegro.
Il Monte Lovćen si innalza nell'entroterra montenegrino, a poca distanza delle Bocche di Cattaro (Boka Kotorska) e dal Mar Adriatico. Il massiccio montuoso presenta due picchi distinti, Štirovnik (1.749 m s.l.m.) e Jezerski vrh (1.657 m).
I pendii della montagna si presentano aspri, sassosi e caratterizzati da numerose fessure, cavità e profonde depressioni. Trovandosi a cavallo tra due ambienti naturali diversi, la costa adriatica e il montagnoso entroterra montenegrino, il Monte Lovćen presenta un clima particolare, influenzato sia dai miti influssi della costa sia dal carattere più rigido del clima interno.
Dalla sommità del monte si possono osservare le Bocche di Cattaro, il Mar Adriatico, il lago di Scutari e il massiccio del monte Durmitor. Secondo alcuni nelle giornate di sole si può anche scorgere, al di là dell'Adriatico, l'Italia.

## Il parco nazionale

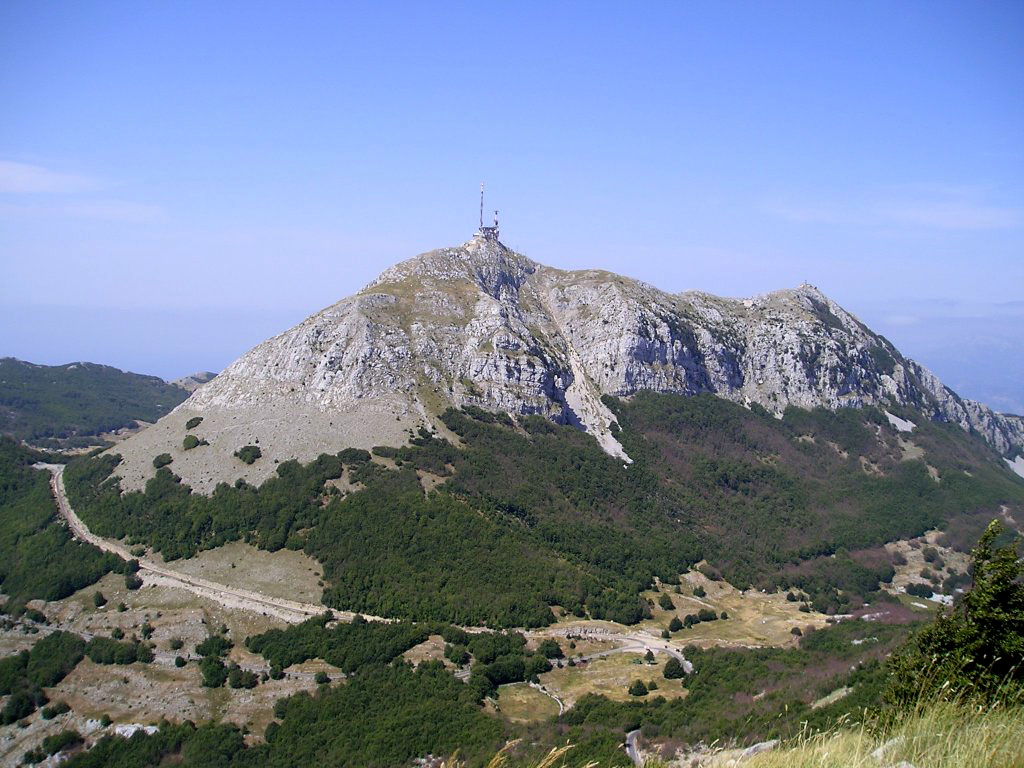
Parco nazionale del Monte Lovćen

Il parco nazionale del Monte Lovćen è stato costituito nel 1954 ed ha un'estensione di 62,2 km². L'area protetta presenta 1158 specie vegetali, delle quali 4 sono endemiche.
Oltre alle bellezze naturali, il Monte Lovćen è particolarmente importante per il patrimonio culturale incluso nei suoi confini.
Il territorio del massiccio si caratterizza per numerose costruzioni tradizionali inserite in un pregiato ambiente naturale, come i katuni, le capanne estive dei pastori-guerrieri montenegrini.
La storica strada a serpentine, famosa per la bellezza dei panorami (in particolare sulle Bocche di Cattaro), che da Cattaro risale i versanti del monte Lovćen è costituita da una lunga serie di tornanti, complessivamente 32. Dentro il parco nazionale si trova inoltre il villaggio di Njeguši, con la casa natale dell'antica famiglia reale montenegrina, i Petrović-Njegoš. Questo nucleo abitativo conserva i caratteri tradizionali dell'architettura montenegrina, in particolare le antiche abitazioni in pietra.
Sulla sommità del Jezerski vrh è stato edificato il mausoleo del poeta e principe vescovo (vladika) Petar II Petrović-Njegoš (1813-1851), una delle figure più importanti della storia e della cultura montenegrina. Alla sua morte, Petar venne sepolto per sua volontà in una piccola cappella sulla sommità del Monte Lovćen, nel luogo dove tra il 1951 (a cent'anni della sua scomparsa) e il 1974 venne costruito l'imponente mausoleo in granito, una sorta di "sacro altare" per i montenegrini.
Per queste ragioni, il Monte Lovćen rappresenta uno dei simboli della nazione montenegrina.

## Curiosità

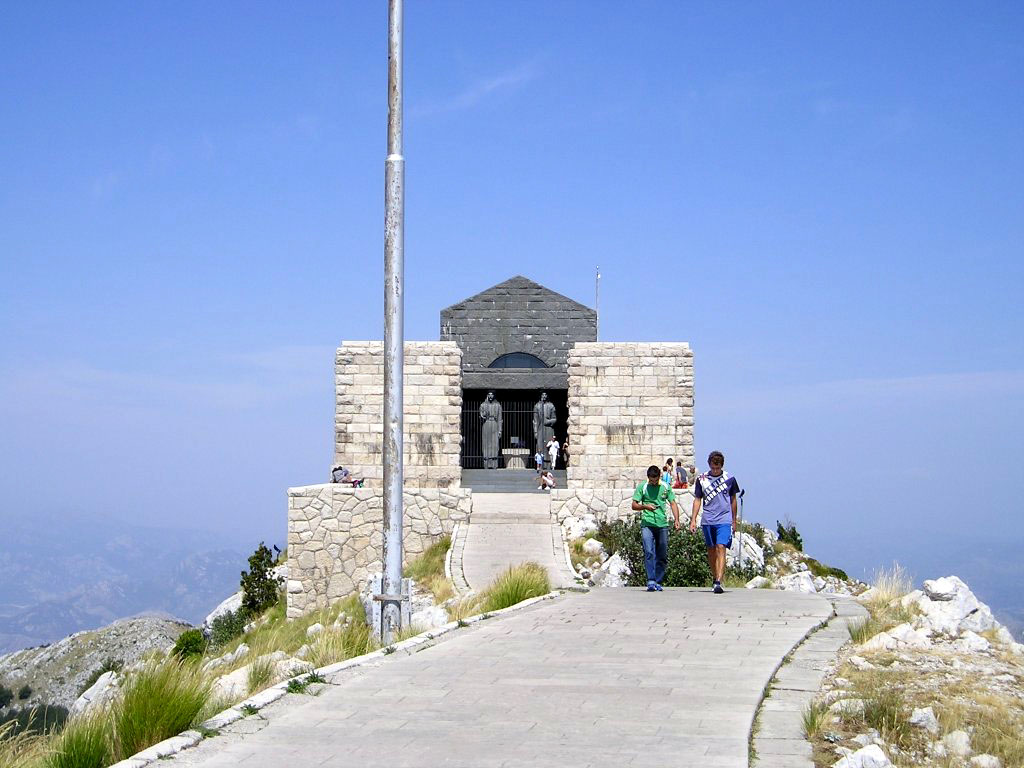
Mausoleo del principe-vescovo Petar II Petrović Njegoš

- Il toponimo di origine veneziana Montenegro, che ha sostituito gli antichi nomi medievali di questa regione dei Balcani (Doclea e Zeta), sembra derivi dalle antiche "foreste nere" che un tempo ricoprivano il Monte Lovćen e gli altri rilievi delle Alpi Dinariche[2].
- Il villaggio di Sekić in Voivodina (Serbia settentrionale) è stato rinominato Lovćenac dopo la conclusione della seconda guerra mondiale per l'influsso di emigrati montenegrini, in onore del Monte Lovćen.
- È possibile raggungere il Monte Lovćen tramite una cabinovia che parte dalla località di Dub, all’interno del comune costiero di Cattaro, e arriva fino alla località di Kuk sul Lovćen, a 1.348 metri sul livello del mare.[3]